# Pleurolucina leucocyma
Pleurolucina leucocyma is een tweekleppigensoort uit de familie van de Lucinidae. De wetenschappelijke naam van de soort is voor het eerst geldig gepubliceerd in 1886 door Dall.